# 리슨 업
《리슨 업》(영어: Listen-Up)은 KBS 2TV에서 방송된 음악 프로그램이다.

## 방송 일시
| 방송 채널 | 방송일                            | 방송 시간                           |
| --------- | --------------------------------- | ----------------------------------- |
| KBS 2TV   | 2022년 7월 30일 ~ 2022년 10월 8일 | 매주 토요일 밤 10:35 ~ 11:55 (80분) |

## 개요
K-POP으로 세계적인 프로그램

## 진행자
- 다이나믹 듀오 : 2022년 7월 30일 ~ 2022년 10월 8일

## 출연 프로듀서
- 1위 : 이대휘
- 2위 : 빅 나티
- 3위 : 파테코
- 4위 : 팔로알토
- 5위 : 정키
- 6위 : 라이언 전
- 7위 : 도코
- 7위 : 김승수
- 9위 : 픽보이
- 10위 : LAS

## 회차정보
- 1ROUND Welcome to Summer 1위 : 빅나티
- 2ROUND 뮤직타임 24시간 1위 : 라이언전
- 3ROUND 팀미션 1위 : 도코, 이대휘
- 4ROUND 리메이크 미션 1위 : 정키, 팔로알토 , 이대휘 , 라이언전
- 5ROUND 나만의 뮤직스팟 1위 : 이대휘
- 6ROUND 마지막라운드 1위 : 이대휘
- 최종우승 : 이대휘

## 제작진
- 이 프로그램은 my K, wavve 로 다시보실수있습니다
- 제작 투자 : Image 9 Communications, 래몽래인, wavve
- 기획: 조현아
- 책임프로듀서 : 이태헌
- TV-2호
  - 기술감독 : 남병국
  - 영상감독 : 이종은 (제1회~제7회, 제10회) → 정환춘 (제8회~제9회), 남재주
  - 음향감독 : 엄민호 (제1회~제4회) → 김성민 (제6회~제7회), 박철호, 박현수
  - 조명감독 : 김민호
  - 와이어캠 : 박승화 (제1회~제7회), 문경환 (제1회~제7회) → 오원섭 (제8회~제10회)
  - RF시스템 : 김창균
  - 중계FD: 문규민 (제1회~제5회, 제8회~제10회), 박제오 (제1회~제4회, 제10회) → 성민석 (제6회~제7회)
  - 카메라감독: 김성환, 이완희, 최소영, 연규청, 임승춘, 이용우, 김기병, 박승배
- TV-6호 (제10회만)
  - 기술감독: 김기태 (제10회)
  - 영상감독: 송기중, 박병화 (제10회)
  - 음향감독: 김형주, 곽규재 (제10회)
- TS-14 (제10회만)
  - 기술감독: 권영진 (제10회)
  - 영상감독: 김제민, 한병목 (제10회)
  - 음향감독: 송재익, 고혜미 (제10회)
  - 음악: 최광호 (제10회)
  - 중계 연출: 고세준, 최승범 (제10회)
- 종합편집: 조경익 (제1회~제2회, 제4회~제9회) → 강희수 (제3회) → 정혜원 (베스트) → 김수애 (제10회)
- 사운드마스터링: 허창렬 (제1회~제2회) → 허창열 (제3회) → 김형창 (제4회~제10회)
- 문자그래픽디자인: 하정윤
- 외주종편 CG그래픽: 마상범, 김민준, 서현우, 이예은, 김진경, 고진아, 이경민, 박윤화, 박채연, 이수경
- 지미집: 그린비
- 레일캠: P&K
- 외부 조명: 서울조명, 제이라이팅
- 외부음향: 라이브미소, 예술음향
- 외주카메라: 제이원미디어
- 거치: 콜픽쳐스
- 현장캡쳐/백업: 탭팩토리
- 미술감독: 한영길, 최현정
- 세트제작: (주)GMM
- 소품: KBS 아트비전, 아름다운 세상
- 구조물: 사나이, 프레임
- 무대감독: 카르텔프로덕션
- 전식: 더블루
- 특수효과: 미라클, MMS (제1회~제4회)
- LED: 베이직테크, 젬미디어
- 현장투표 시스템: CNS캠프
- 안전관리: (주)한국씨스템
- 차트제공: CIRCLE CHART (제3회~제10회)
- 장소협조: 성수미술관 성수본점, 카페 보스코 (제1회) → 응봉산 팔각정 (제2회) → 컬렉션라운지바 (제3회) → 홍익아트센터, 재즈라운지 샵닮 (제4회) → 칼디커피, AK&홍대, VER'S GARDEN, withmuu 위드뮤 (제5회) → 106길 15 (제6회) → 뮤즈온 LP바 (제7회) → 말똥도넛, 롱아일랜드펍, 일도씨닭갈비, 대치점 (제8회) → 페페쥬집, 무아커피 (제9회) → 카페 129-11, 카페 드 레뚜알, 인스피라 연습실, 다운카페 (제10회)
- 장비협조: 대성렌탈 비주얼맥스
- 생수협조: ㈜깊은바다사랑해
- 사전진행: MC배 (제4회, 제6회~제10회, 베스트) → MC욱 (제5회)
- 진행: (주)와이드브라더스
- 분장/미용: 코리아아트
- 의상: 한종완
- 프리뷰: 이주희프리뷰, 김영환 (제3회~제9회), 신소미 (제3회~제9회)
- 비즈니스 매니저: 장원엽, 하현
- 브랜드마케팅: 이승건, 김보경
- OAP: V2M
- 음악/효과: 최광호, 오수경, 최동준
- 홍보/마케팅: ㈜피알원 (제1회~제3회), JG STAR Corporation
- 행정: 강은지, 신지원 (제5회~제10회)
- Image 9 Communications
  - 기획총괄: 전상균, 권재영
  - 투자총괄: 이강원
- 래몽래인
  - 기획총괄: 김동래, 박지복
  - 투자총괄: 박선희
- wavve
  - 기획총괄: 이태현
  - 투자총괄: 우승현, 최소정, 김홍기
- A9 MEDIA
  - 프로덕션총괄: 한상호
  - 기획크리에이터: 김고은
  - 음원라이센스: 김상백
  - 외주BM: 봉은영
- 외주연출: Image 9 Communications, 백진수, 김자겸, 황경희, 전효선 (제4회), 박미정 (제1회~제4회), 김동우, 고근용, 김선영, 강신형, 김서영, 이영주, 허은주 (제1회~제4회), 권성은, 조유진
- 작가: 김지은, 박은정, 박은경, 심유희, 김샛별, 김소영, 이은주, 예고은, 탁원희, 조혜진, 최주애, 김영웅, 주수연
- FD: 박재황, 이승준
- 편집 PD: 강초원
- 조연출: 기하정, 서보현 (제1회)
- 연출: 황민규, 김태준, 홍연희, 조영진 (제2회~제10회)
- 기획: KBS
- 제작: (유)리슨업문화산업전문회사

## 결방 및 편성 변경 안내
- 9월 10일 : 추석특선영화 《발신제한》 편성으로 인한 결방.